# Pteronotus pristinus
Pteronotus pristinus — вид вимерлих рукокрилих родини Mormoopidae. 

## Поширення
Країни поширення: Куба. 